# Perilitus neptunus
Perilitus neptunus är en stekelart som först beskrevs av Chen och Van Achterberg 1997.  Perilitus neptunus ingår i släktet Perilitus och familjen bracksteklar. Inga underarter finns listade i Catalogue of Life.